# Nicolas Guilbert
Nicolas Guilbert, né le 28 janvier 1985, est un joueur français de rink hockey occupant le poste d'attaquant.

## Biographie
Il est formé au SCRA Saint-Omer et y joue la première division du championnat de France dès 2001. Appelé en équipe nationale, il participe à plusieurs compétitions internationales : championnat du monde A, junior et jeunesse après avoir participé à un championnat d'Europe jeunes.
En 2010, il rejoint le club de Coutras, champion de France en titre, avec lequel il porte le numéro 8. Il n'y reste que le temps d'une saison, avant de retourner dans son club formateur, le SCRA Saint Omer.

## Palmarès
- 4 titres de Championnat de France de N1
- 2 titres de Coupe de France
- 3e au championnat d’Europe 2010
- 5e au championnat du monde 2007
- 4e au championnat d'Europe 2008